# Haus Kückling
Haus Kückling, auch Kückeling oder Kückelinck ist der Name einer abgegangenen mittelalterlichen Niederungsburg in der Bauernschaft Heller bei Appelhülsen in der Gemeinde Nottuln im Kreis Coesfeld (Nordrhein-Westfalen).

## Geschichte
Der Ursprung der als Wasserburg erstellten Anlage ist nicht bekannt. Als Besitzer sind im 16., 17. und 18. Jahrhundert Mitglieder des Adelsgeschlechtes Bischopinck, im 19. Jahrhundert der Familie Korff-Schmising-Kerssenbrock dokumentiert.
Im 20. Jahrhundert existierten das 1612 erbaute Herrenhaus, ein schlichter hochgiebeliger Backsteinbau,  sowie Nebengebäude aus der ersten Hälfte des 17. Jahrhunderts. Ein Großteil der Anlage wurde im Jahr 1972 durch Abbruch entfernt. Archivierte Dokumente zum Gut Kückeling gibt es unter anderem im Landesarchiv Nordrhein-Westfalen.

### Besitzer und Bewohner
Haus Kückling ist mehrfach als Besitz oder Wohnort westfälischer Persönlichkeiten dokumentiert, so etwa für
- Johan Bispinck zu Kueckelingh/Kueckling/Kuekeling, nachgewiesen zwischen 1572 und 1583[7][8]
- Werner Bissehopinck zu Kückelinck, gestorben vor 1632[9]
- Johann Hermann Bischopingh zu Kückelinck, geboren etwa 1645[10][11]
- Johann Friedrich Bischopinck zu Kückeling, Sohn von Johann Hermann Bischopinck, getauft 1670, verheiratet am 18. April 1698 in Münster[12][13][14]
- Heinrich Herman Bischoping, Sohn von Johann Hermann Bischopinck, geboren 1674 auf Haus Kückeling[15]
- Johann Friedrich Bischoping zu Kückeling, gestorben 1778[16]
- Christian von Korff genannt Schmising-Kerssenbrock, Königlich Preußischer Rittmeister, geboren 1815, war bis 1886 Herr auf Kückling. Er heiratete dort im Jahr 1853 und starb in Kückling am 26. August 1886[17][18]
- Antonia von Korff genannt Schmising-Kerssenbrock, Tochter von Christian von Korff, heiratet auf Haus Kückling am 1. Mai 1883 Kaspar Melchior Balthasar von Loe[19][20]
- Lotte Bach, Textilkünstlerin aus Münster, lebte nach Ausbombung ihres Ateliers in Münster von 1944 bis 1953 im Herrenhaus.
- Ursula Bach-Wild, Goldschmiedin aus Münster, Schwester von Lisa Bach (1944 bis 1949 in Kückling).

## Lage
Der ehemalige Standort von Haus Kückling liegt auf dem Gebiet der Bauernschaft Heller, ca. 3 km östlich von Nottuln. In der topographischen Karte von Nottuln aus dem Jahr 1946 erkennt man die damalige Anlage unter der Bezeichnung Haus Kückelinck.

## Gedenken
Kücklingsweg ist der Name einer Straße im Norden der Ortschaft Appelhülsen.